# Gamalijel
Ovo je članak o Gamalijelu Starijem. Za istoimene ličnosti i druge upotrebe naziva v. Gamalijel (razvrstavanje)
Gamalijel Stariji, Gamalilo ili Rabin Gamalijel I je bio vodeći autoritet jevrejskog Sanhedrina sredinom 1. vijeka.
Bio je unuk velikog jevrejskog učitelja Hilela Starijeg, a umro je oko dvadeset godina prije uništenja Drugog hrama u Jerusalimu. Imao je sina, koga je prozvao Simeon po vlastitom ocu, i kćer čija se kćer (tj. Gamalijelova unuka) udala za sveštenika po imenu Simon ben Nathanael. Ime Gamalijel (Gamaliel) je grčki oblik hebrejske riječi koja znači Božja nagrada.
U hrišćanskoj tradiciji se Gamalijel slavi kao farisejski doktor jevrejskog prava, koji je podučavao apostola Pavla.; Djela apostolska prikazuju Gamalijela kao čovjeka s velikim ugledom.

## Spoljašnje veze
- The Jewish Encyclopedia on Gamaliel I
- Perspectives on Transformational Leadership in the Sanhedrin of Ancient Judaism